# 아남네시스 (기독교)
아남네시스(그리스어: ἀνάμνησις)는 기독교에서 예수의 수난과 부활, 승천을 기념하는 성찬례 중에서 감사 기도의 핵심 부분이다. 이 말의 어원은 최후의 만찬에서 예수가 “너희는 나를 기억하여 이를 행하여라.”(그리스어: τοῦτο ποιεῖτε εἰς τὴν ἐμὴν ἀνάμνησιν)고 한 말이다.
더 넓은 의미에서 아남네시스는 전례학의 핵심 부분으로 예배 중 신자들이 하느님의 구원 업적을 상기하여 기념한다.

## 같이 보기
- 성변화